# Pani Doubtfire
Pani Doubtfire (ang. Mrs. Doubtfire) – amerykański komediodramat z 1993 r. w reżyserii Chrisa Columbusa, na podstawie powieści Alias Madame Doubtfire Anne Fine. W 2019 premierę miał musical stworzony na bazie filmu.

## Fabuła
Daniel Hillard jest bezrobotnym aktorem dubbingowym, a prywatnie – roztargnionym, nieodpowiedzialnym i lekkomyślnym ojcem, co doprowadza do jego rozwodu z żoną Mirandą po 14 latach małżeństwa. Decyzją sądu kobieta ogranicza mężowi prawa rodzicielskie, umożliwiając mu spotkania z trójką dzieci – 14-letnią Lydią, 12-letnim Chrisem i 5-letnią Natalie – jedynie raz w tygodniu. Gdy dowiaduje się, że Miranda potrzebuje gosposi, przeistacza się dzięki charakteryzacji i umiejętności modulacji głosu w 60-letnią szkocką guwernantkę Euphegenię Doubtfire. Zostaje przyjęty do pracy, dzięki czemu może codziennie widywać się z dziećmi. Jednocześnie śledzi rozwój uczucia między Mirandą a jej dawnym znajomym, Stuartem Dunmeyerem, poza tym dzięki Jonathanowi Lundy’emu znajduje zatrudnienie w telewizji.

## Główne role
- Robin Williams – Daniel Hillard/Pani Euphegenia Doubtfire
- Sally Field – Miranda Hillard
- Lisa Jakub – Lydia Lydie Hillard
- Matthew Lawrence – Christopher Chris Hillard
- Mara Wilson – Natalie Nattie Hillard
- Pierce Brosnan – Stuart Stu Dunmeyer
- Harvey Fierstein – Frank Hillard, brat Daniela
- Robert Prosky – Jonathan Lundy, szef Daniela